# 于勒国家公园
于勒国家公园（瑞典語：Djurö National Park）位于瑞典最大的湖维纳恩湖，由大约30个岛组成，成立于1991年，面积为24平方公里。